# 로드니 솔즈베리

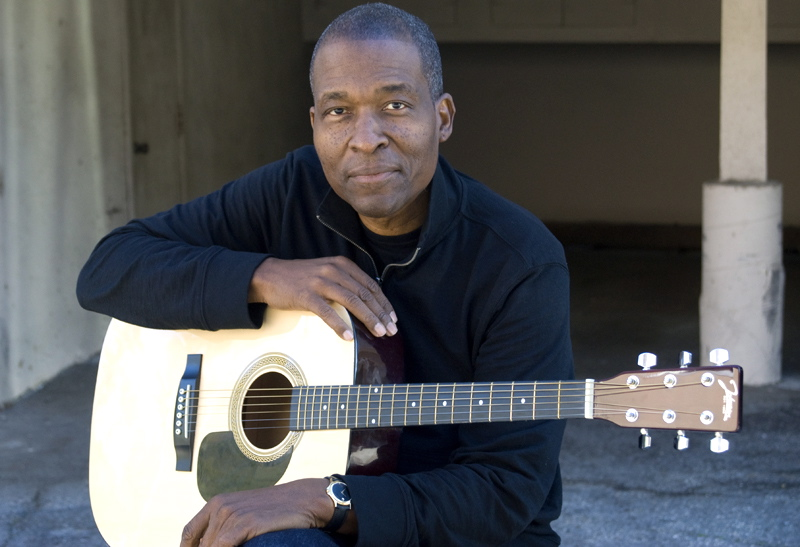

로드니 솔즈베리(Rodney Saulsberry, 1956년 7월 11일 ~ )는 미국의 배우, 성우이다.
디트로이트에서 태어났다.

## 출연 작품

### 영화
- 타잔 - 조 라라 편 1 (1989, Tarzan in Manhattan)
- 더 컴백스 (2007)
- 인빈서블 아이언 맨 (2007, The Invincible Iron Man) - 로디 역 (애니메이션)
- 비기너스 (2010) - 1978 박물관 직원 역

### 텔레비전
- 다이너스티 (1982)
- A 특공대 (1985-86)
- 미녀 첩보원 (1986, Scarecrow and Mrs. King)
- 스파이더맨 (1994-98) - 애니메이션
- 애니매트릭스 (2003) - 애니메이션
- 더 볼드 앤 더 뷰티풀 (2010-13)